# 豐田引擎系列名稱列表
本列表為豐田汽車公司製造的引擎系列一覽，並依氣缸的類型與數量進行排列。
下列已經對引擎型號進行分類並採用代表性的車輛作為示例：

## 水平對臥引擎

### 水平對臥二缸引擎
適用車種：Toyota Publica、Toyota Sports 800、Toyota MiniAce
- 氣冷式汽油引擎
  - 豐田U型引擎

## 直列引擎

### 直列三缸引擎
適用車種：Toyota iQ、Daihatsu Boon、Toyota Vitz、Toyota Belta
- 汽油引擎
  - 豐田KR型引擎
  - 豐田M15A型引擎

### 直列四缸引擎
適用車種：Toyota Starlet、Toyota Corolla、Toyota Prius、Toyota Premio、Toyota Camry
- 汽油引擎
  - 豐田二代A型引擎
  - 豐田初代C型引擎
  - 豐田E型引擎
  - 豐田K型引擎
  - 豐田P型引擎
  - 豐田R型引擎
  - 豐田初代S型引擎
  - 豐田二代S型引擎
  - 豐田T型引擎
  - 豐田Y型引擎
  - 豐田SZ型引擎
  - 豐田NZ型引擎
  - 豐田ZZ型引擎
  - 豐田AZ型引擎
  - 豐田AR型引擎
  - 豐田RZ型引擎
  - 豐田TZ型引擎
  - 豐田TR型引擎
  - 豐田ZR型引擎
  - 豐田NR型引擎
  - 豐田A25A型引擎
  - 豐田M20A型引擎
- 液化石油氣引擎
  - 豐田R型引擎
  - 豐田Y型引擎
  - 豐田BZ型引擎
  - 豐田RZ型引擎
- 柴油引擎
  - 豐田二代B型引擎
  - 豐田二代C型引擎
  - 豐田三代C型引擎
  - 豐田J型引擎
  - 豐田L型引擎
  - 豐田N型引擎
  - 豐田W型引擎（日野汽車公司製造）
  - 豐田KZ型引擎トヨタ・KZエンジン
  - 豐田ND型引擎トヨタ・NDエンジン
  - 豐田KD型引擎
  - 豐田CD型引擎
  - 豐田AD型引擎
  - 豐田VD型引擎
  - 豐田GD型引擎
  - 豐田DZ型引擎
  - 豐田Z型引擎
  - 豐田WW型引擎（英语：Toyota WW engine）（BMW引擎基底）
- 日野汽車公司（代工生產）
  - 日野S型引擎（S05C、S05D）
  - 日野J型引擎（J05C、J05D）
  - 日野N型引擎（N04C）

### 直列五缸引擎
適用車種：Toyota Land Cruiser（70重型系列）、Toyota Coaster（第三代PZB40、PZB50系列）
- 柴油引擎
  - 豐田PZ型引擎

### 直列六缸引擎
- 汽油引擎
  - 豐田初代A型引擎（Toyota AA）
  - 豐田初代B型引擎（Toyota GB（貨車）、Toyota HB（公車底盤）、Toyota Jeep BJ（後來的Toyota Land Cruiser BJ型） ）
  - 豐田F型引擎（Toyota FX（貨車）、Toyota FA（貨車）、Toyota FC（貨車）、Toyota FB（公車）、Toyota FH（巡邏車）、Toyota FS（救護車）、Toyota Land Cruiser）
  - 豐田二代G型引擎（Toyota Crown、Toyota Mark II系列、Toyota Supra（Toyota Celica XX））
  - 豐田M型引擎（Toyota Crown、Toyota Mark II系列、Toyota Supra（Toyota Celica XX））
  - 豐田JZ型引擎（Lexus SC（Toyota Soarer）、Toyota Supra、Toyota Crown、Toyota Mark II系列）
  - 豐田FZ型引擎（Toyota Land Cruiser）
- 柴油引擎
- 豐田D型引擎（Toyota DA（貨車）、Toyota DC（貨車）、Toyota DR（公車）、Toyota DB（公車））
- 豐田H型引擎（Toyota HQ（武器載體）、Toyota Dyna（Toyota Toyoace）、Toyota Land Cruiser、Toyota Coaster）
- 豐田HZ型引擎（Toyota Land Cruiser、Toyota Coaster）
- 豐田HD型引擎（Toyota Land Cruiser、Toyota Coaster）

## V型引擎

### V型六缸引擎
- 汽油引擎
  - 橫置引擎
    - 豐田VZ型引擎（Toyota Camry系列）
    - 豐田MZ型引擎（Toyota Camry系列）
    - 豐田GR型引擎（Toyota Previa、Toyota Alphard（Toyota Vellfire））

  - 縱置引擎
    - 豐田VZ型引擎（Toyota 4Runner）
    - 豐田GR型引擎（運動中型多用途皮卡車、Toyota Crown、Toyota Mark X）
    - 豐田V35A型引擎（Lexus LS）

### V型八缸引擎
- 汽油引擎
  - 豐田V型引擎（Toyota Crown Eight、Toyota Century）
  - 豐田UZ型引擎（Lexus LS（Toyota Celsior）、皮卡車、運動型多用途車）
  - 豐田UR型引擎（Lexus LS）
- 柴油引擎
  - 豐田VD型引擎（Toyota Land Cruiser）

### V型十缸引擎
- 汽油引擎
  - 豐田LR型引擎（Lexus LFA）

### V型十二缸引擎
適用車種：Toyota Century
- 汽油引擎
  - 豐田GZ型引擎（英语：Toyota GZ engine）